# 3676 Hahn
3676 Hahn è un asteroide della fascia principale. Scoperto nel 1984, presenta un'orbita caratterizzata da un semiasse maggiore pari a 2,1538045 UA e da un'eccentricità di 0,0540375, inclinata di 3,07620° rispetto all'eclittica.
L'asteroide è dedicato all'astronomo planetario tedesco Gerhard Hahn.